# Юліана Нассау-Ділленбурзька (1546–1588)
Юліана Нассау-Ділленбурзька (нім. Juliane von Nassau-Dillenburg, 10 серпня 1546 — 31 серпня 1588) — графиня Нассау-Ділленбурзька з роду Нассау, донька графа Нассау-Ділленбургу Вільгельма I та графині Юліани цу Штольберг, дружина першого графа Шварцбург-Рудольштадту Альбрехта VII.

## Біографія
Народилась 10 серпня 1546 року в Ділленбурзі. Була десятою дитиною та шостою донькою в родині графа Нассау-Ділленбурга Вільгельма, на прізвисько Багатий, та його другої дружини Юліани цу Штольберг. Згодом сімейство поповнилося двома молодшими дітьми. Найстаршим з її рідних сиблінгів був Вільгельм Мовчазний, майбутній штатгальтер Нідерландів.
Втратила батька у 13-річному віці. Матір більше не одружувалася.

Протягом 1560-х років активно обговорювалася можливість шлюбу Юліани з королем Данії Фредеріком II. Монарх і Державна рада Данії прагли зміцнити відносини з іншими протестантськими державами, добрими були також відносини між королем та братом Юліани, Вільгельмом, вони вели тісне конфіденційне листування. Союз зазнав невдачі через ймовірні політичні ускладнення, оскільки Фредерік не хотів виступати як очевидний прихильник одного з ворогів Іспанії.

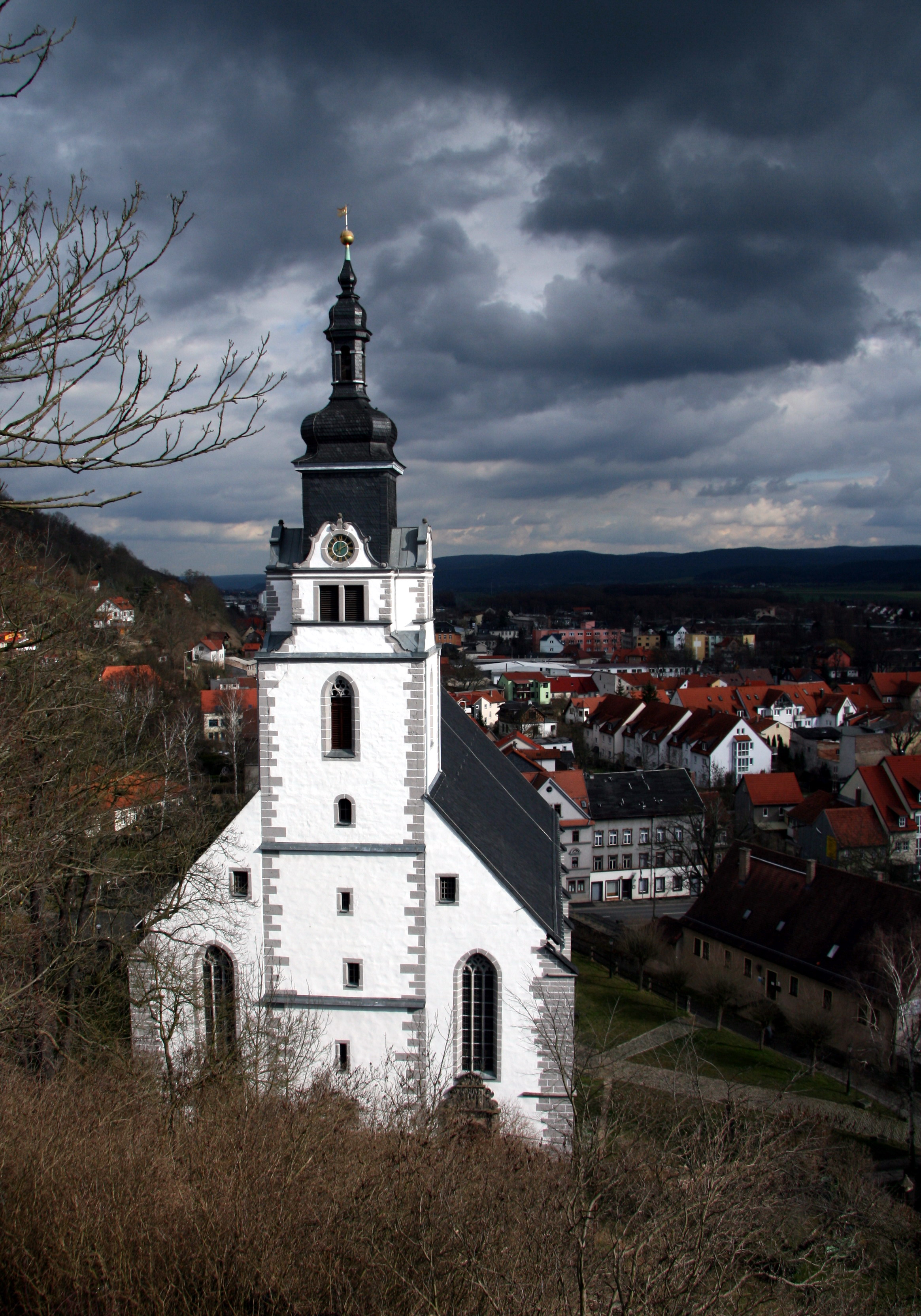
Церква Святого Андреаса, Рудольштадт

У 28-річному віці стала дружиною 38-річного графа Шварцбург-Рудольштадту Альбрехта VII. Весілля відбулося 14 червня 1575 у Ділленбурзі. Наречений був молодшим братом Ґюнтера XLI, графа Шварцбург-Арнштадту, який раніше вів переговори щодо шлюбу Юліани із Фредеріком. У подружжя народилося десятеро дітей
Сімейство мешкало у Рудольштадті. Від 1571 року там створювався представницький замок епохи Відродження.
Юліана померла за кілька днів після народження молодшого сина, 31 серпня 1588 року. Була похована у крипті церкви Святого Андреаса в Рудольштадті.
За два з половиною роки Альбрехт VII узяв другий шлюб, який залишився бездітним.

## Родина

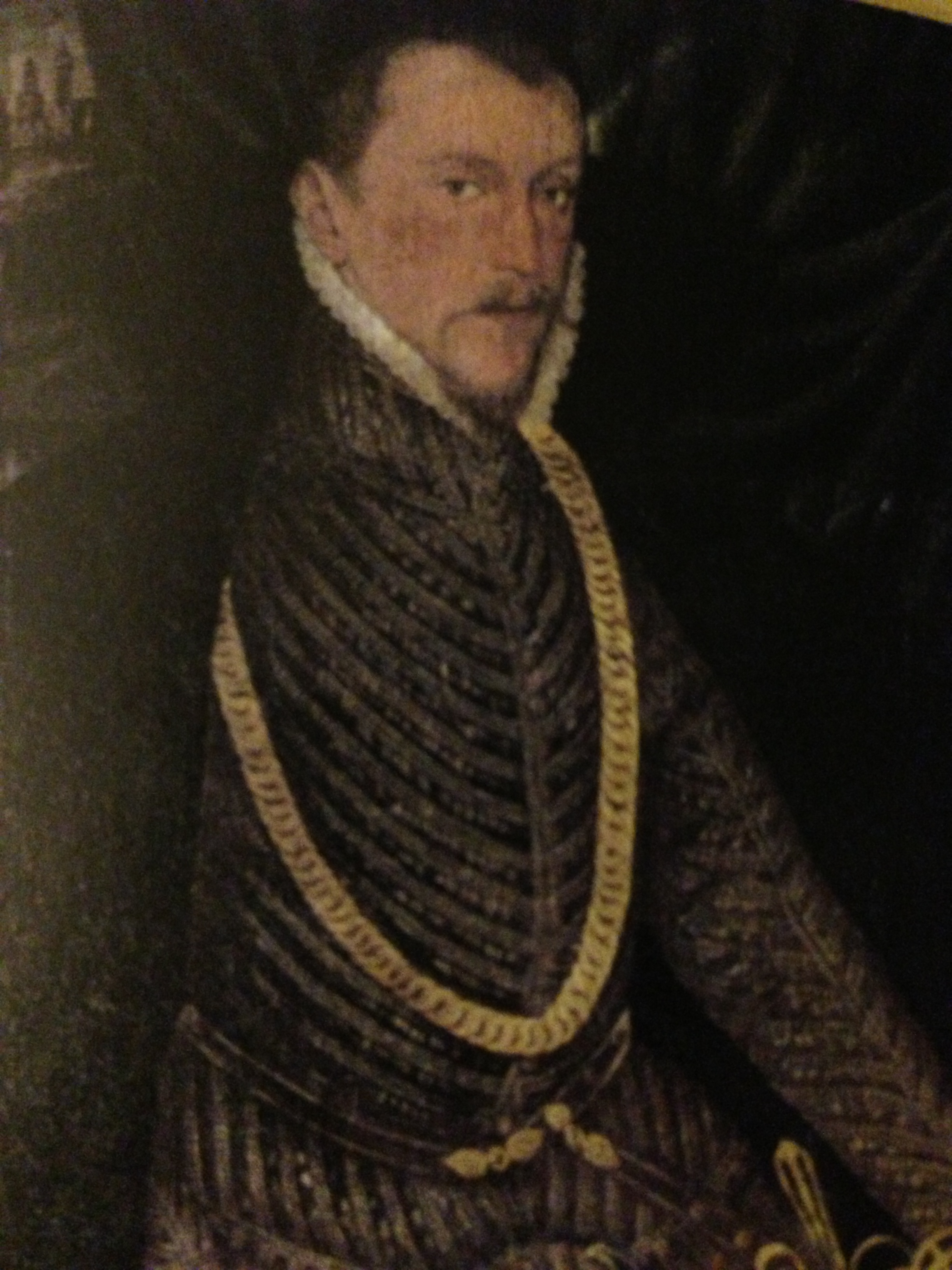
Альбрехт VII

Чоловік — Альбрехт VII
Діти:
- Карл Ґюнтер (1576—1630) — граф Шварцбург-Рудольштадту у 1605—1630 роках, був одружений з Анною Софією Ангальтською, дітей не мав;
- Єлизавета Юліана (1578—1658) — одружена не була, дітей не мала;
- Софія (1579—1630) — дружина графа Барбі-Мюлінгену Йоста II, мала двох синів і доньку;
- Магдалена (1580—1632) — дружина сеньйора Гери, Лобенштайну та Краніхфельду Генріха II, мала сімнадцятеро дітей;
- Людвіг Ґюнтер (1581—1646) — граф Шварцбург-Рудольштадту у 1612—1646 роках, був одружений з графинею Емілією Дельменгорстською, мав п'ятеро дітей;
- Альбрехт Ґюнтер (1582—1634) — граф Шварцбург-Рудольштадту у 1612—1634 роках, одруженим не був, дітей не мав;
- Анна Сибілла (1584—1623) — дружина графа Шварцбург-Зондерсгаузену Крістіана Ґюнтера I, мала шестеро дітей;
- Катерина Марія (1585—1659) — одружена не була, дітей не мала;
- Доротея Сусанна (1587—1662) — одружена не була, дітей не мала;
- Генріх Ґюнтер (1588—1589) — прожив 1 рік.